# Gyöngyös
Gyöngyös é uma cidade do norte da Hungria, situada no condado de Heves. Tem 55,31 km² de área e sua população em 2019 foi estimada em 29.337 habitantes.

## Geografia
A cidade fica situada nos contrafortes meridionais dos montes Matra, a nordeste de Budapeste, é mercado agrícola, explorando também a viticultura e as minas de lignite.